# 16e cérémonie des Young Hollywood Awards
La 16e cérémonie des Young Hollywood Awards a lieu le 28 juillet 2014 à Los Angeles et a été retransmise sur la chaîne The CW. 
Les prix récompensent les réalisations de l'année à la télévision, en musique, au cinéma, dans la mode, le sport et sur internet, et font l'objet de votes sur internet.

## Palmarès
Les lauréats sont indiqués ci-dessous dans chaque catégorie et en caractères gras.

### Meilleure interprétation par un jeune acteur (Fan Favorite Actor–Male)
★Ansel Elgort
- Theo James
- Channing Tatum
- Michael B. Jordan
- Adam Driver
- Andrew Garfield
- Jonah Hill
- Josh Hutcherson
- Liam Hemsworth
- Andy Samberg
- Taylor Lautner
- Aaron Paul

### Meilleure interprétation par une jeune actrice (Fan Favorite Actor–Female)
★Chloë Grace Moretz
- Emilia Clarke
- Shailene Woodley
- Kaley Cuoco-Sweeting
- Allison Williams
- Zooey Deschanel
- Emma Stone
- Nina Dobrev
- Taylor Schilling
- Jennifer Lawrence
- Emmy Rossum
- Emma Roberts

### Coolest Cross Over Artist
★Nick Jonas
- Ariana Grande
- Shaun White
- Kate Upton
- Lea Michele

### #SocialMediaSuperstar
★Ashley Tisdale
- Ariana Grande
- Austin Mahone
- Bella Thorne
- Chrissy Teigen
- R5

### Révélation féminine (Breakthrough Actress)
★Danielle Brooks
- Margot Robbie
- Elle Fanning
- Nicola Peltz
- Dakota Johnson

### Révélation masculine (Breakthrough Actor)
★Dylan O'Brien
- Sam Claflin
- Nat Wolff
- Ansel Elgort
- Miles Teller

### Meilleur trio (Best Threesome)
★Nina Dobrev, Ian Somerhalder, et Paul Wesley – Vampire Diaries
- Jennifer Lawrence, Liam Hemsworth, et Josh Hutcherson – Hunger Games
- Adam DeVine, Anders Holm, et Blake Anderson – Workaholics
- Zac Efron, Dave Franco, et Christopher Mintz-Plasse – Nos pires voisins
- Zac Efron, Miles Teller, et Michael B. Jordan – Célibataires... ou presque

### Corps le plus hot (Hottest Body)
★Derek Hough
- Kate Upton
- Kellan Lutz
- Chrissy Teigen
- James Maslow

### Meilleur couple à l'écran (Best On-Screen Couple)
- Nos étoiles contraires – Shailene Woodley et Ansel Elgort
  - Divergente – Shailene Woodley et Theo James
  - Glee – Chris Colfer et Darren Criss
  - The Amazing Spider-Man : Le Destin d'un héros (The Amazing Spider-Man 2) – Emma Stone et Andrew Garfield
  - The Big Bang Theory – Mayim Bialik et Jim Parsons

### Meilleure bromance (Best Bromance)
★Jonah Hill et Channing Tatum
- Mark Ballas et Derek Hough
- Seth Rogen et James Franco
- Adam Levine et Blake Shelton
- Keegan-Michael Key et Jordan Peele

### Super super-héros
- Kellan Lutz – La Légende d'Hercule
  - Stephen Amell – Arrow
  - Chris Pratt – Les Gardiens de la Galaxie
  - Chris Evans – Captain America : Le Soldat de l'hiver
  - Andrew Garfield pour le rôle de Peter Parker / Spider-Man dans The Amazing Spider-Man : Le Destin d'un héros (The Amazing Spider-Man 2)
  - Nicholas Hoult – X-Men: Days of Future Past

### Comédien de l'année (Cuz You're Funny)
★Amy Schumer
- Aziz Ansari
- Rebel Wilson
- Adam DeVine
- Kenan Thompson
- Aubrey Plaza

### Nous aimons te détester (We Love to Hate You)
- Orange Is the New Black – Pablo Schreiber
  - Game of Thrones – Jack Gleeson
  - Maléfique – Sam Riley
  - The Amazing Spider-Man : Le Destin d'un héros (The Amazing Spider-Man 2) – Dane DeHaan
  - The Walking Dead – Zombies

### Meilleure alchimie entre acteurs au cinéma (Best Cast Chemistry–Film)
★Nos étoiles contraires
- Hunger Games : L'Embrasement
- Divergente
- X-Men: Days of Future Past
- Nos pires voisins
- Veronica Mars

### Meilleure alchimie entre acteurs à la télévision (Best Cast Chemistry–TV series)
★Modern Family
- The Big Bang Theory
- Girls
- Orange Is the New Black
- Pretty Little Liars
- Vampire Diaries

### Artiste de l'année (Hottest Music Artist)
★Ed Sheeran
- Iggy Azalea
- Ariana Grande
- Demi Lovato
- One Direction
- Sam Smith

### Révélation de l'année (Breakout Music Artist)
★Sam Smith
- 5 Seconds of Summer
- Martin Garrix
- HAIM
- Rita Ora
- Rixton

### Meilleure chanson (Song of the Summer/DJ Replay)
★Fancy – Iggy Azalea ft. Charli XCX
- "Problem"– Ariana Grande ft. Iggy Azalea
- "Really Don't Care"– Demi Lovato ft. Cher Lloyd
- "Rude"– MAGIC!
- "Stay with Me"– Sam Smith
- "Wiggle"– Jason Derulo ft. Snoop Dogg

### Prix de l'icône du style (You're So Fancy)
★Bella Thorne
- Cara Delevingne
- Kendall Jenner
- Rita Ora
- Emmy Rossum
- Kiernan Shipka

### Prix de l'athlète (Most Awesome Athlete)
★Louie Vito
- Kolohe Andino
- Nyjah Huston
- LA Kings
- Chris Paul
- Richard Sherman

### Meilleure série télévisée (Bingeworthy TV series)
★Orange Is the New Black
- Awkward
- Game of Thrones
- Pretty Little Liars
- Teen Wolf
- The Walking Dead

### Meilleur film (Favorite Flick)
★Nos étoiles contraires
- 22 Jump Street
- Divergente
- Hunger Games : L'Embrasement
- Maléfique
- X-Men: Days of Future Past

### La superstar virale
★Jenna Marbles
- Christina Grimmie
- Ryan Higa
- Bethany Mota
- Tyler Oakley

### Reality Royalty
★ The Bachelor and The Bachelorette
- America's Next Top Model
- The Real Housewives
- So You Think You Can Dance
- The Voice